# Heinrich Zinnkann
Heinrich Zinnkann (* 31. Dezember 1885 in Worms; † 5. Mai 1973 in Wiesbaden) war ein deutscher Gewerkschafter und Politiker (SPD).

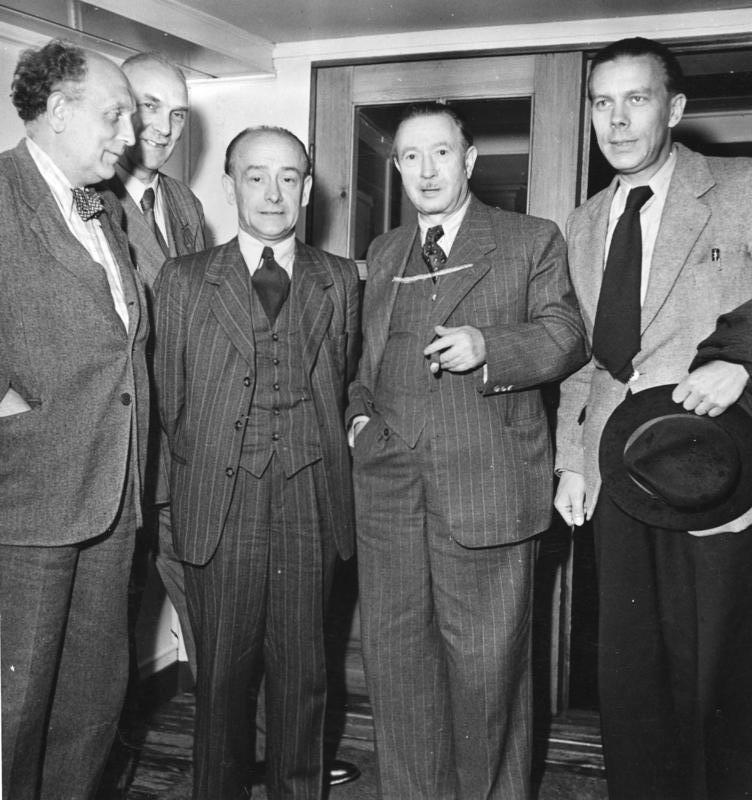
Heinrich Zinnkann (mit Zigarre), Walter Nicklitz (rechts) und Fritz Steinhoff (mittig) in einer Konferenz in Hamburg 1949

## Leben und Beruf
Nach dem Besuch der Volks- und Fachschule absolvierte Zinnkann eine Ausbildung zum Schlosser und Mechaniker. Er trat im Jahr 1903 in die Gewerkschaft ein, wurde 1919 Geschäftsführer des Metallarbeiterverbands und arbeitete seit 1922 als Arbeitersekretär in Hessen. Im Jahr 1928 trat er als Regierungsrat in den Dienst des hessischen Arbeits- und Wirtschaftsministeriums ein.
Nach der Machtergreifung der Nationalsozialisten wurde Zinnkann seiner Ämter enthoben, war im Anschluss zunächst beschäftigungslos und nahm im Jahr 1935 eine Tätigkeit als Vertreter bei einer Bausparkasse auf. Im Jahr 1944 wurde er in den Volkssturm einberufen. Nach dem Zweiten Weltkrieg wurde er 1945 zum Oberregierungsrat ernannt.

## Partei
Zinnkann trat 1906 der SPD bei. Im Jahr 1945 wurde er zum stellvertretenden Landesvorsitzenden der SPD Hessen gewählt.

## Abgeordneter
Zinnkann war in den Jahren 1919 bis 1930 Ratsmitglied der Stadt Worms. Er gehörte von Dezember 1924 bis Juli 1933 dem Landtag des Volksstaates Hessen an und war dort von 1931 bis 1933 Vorsitzender der SPD-Fraktion.
Zinnkann war 1946 Mitglied des ernannten Beratenden Landesausschusses sowie der Verfassungberatenden Landesversammlung des Landes Groß-Hessen. Er gehörte von 1946 bis 1962 dem Hessischen Landtag an und amtierte vom 1. Dezember 1954 bis zum 30. November 1962 als Präsident des Landtags.

## Öffentliche Ämter
Zinnkann wurde am 7. August 1946 von der US-amerikanischen Militärregierung zum Hessischen Staatsminister des Innern ernannt und gehörte somit der von Ministerpräsident Karl Geiler geführten Landesregierung an. Nach den ersten freien Landtagswahlen und der Bildung einer Großen Koalition aus SPD und CDU übernahm er am 6. Januar 1947 in der von Ministerpräsident Christian Stock geleiten Landesregierung das Ministerium für Inneres und Wiederaufbau. Vom 10. Januar 1951 bis zum 30. November 1954 war er erneut Staatsminister des Innern in der von Ministerpräsident Georg-August Zinn geführten Landesregierung. Gleichzeitig hatte er das Amt des Stellvertretenden Ministerpräsidenten inne.

## Sonstiges
Sein Sohn Willi Zinnkann war ebenfalls SPD-Politiker und Fraktionsvorsitzender der Sozialdemokraten im hessischen Landtag sowie Bürgermeister der Stadt Büdingen.

## Ehrungen
- Großes Bundesverdienstkreuz mit Stern, 1954
- Ehrenplakette der Stadt Frankfurt am Main, 1955
- Großkreuz des Bundesverdienstkreuzes, 1956
- Wilhelm-Leuschner-Medaille, erster Preisträger am 31. Dezember 1965[2]